# Ромейн, Виллем
Виллем Ромейн (нидерл. Willem Romeyn; 1624, Харлем — 1697 или 1694, Харлем) — голландский живописец, ученик Николаса Берхема в Харлеме. Пейзажист и анималист Золотого века голландского искусства. Романист. В 1650—1651 годах работал в Италии.

## Биография
Уроженец Харлема (Северная Голландия), Виллем Ромейн учился живописи у Николаса Берхема. В 1646 году был принят в гарлемскую Гильдию Святого Луки. Его первые произведения датируются 1645 годом, а его последняя датированная работа — 1694 годом.
В 1650—1651 годах путешествовал по Италии, работал в Риме, затем вернулся в Харлем и в местную гильдию, где он с 1659 года вместе с Франсом де Хульстом был «смотрителем» (vinder).
Ромейн писал итальянские пейзажи с пастухами и стадами в манере Берхема и Карела Дюжардена. Его картины в прошлом часто приписывали более известным живописцам: Николасу Берхему, Хендрику Моммерсу, Адриану ван дер Кабелю, Виллему Бёйтевеху и Дирку Хельмбрекеру.
Его произведения встречаются почти во всех картинных галереях Европы. В санкт-петербургском Эрмитаже имеются три картины художника: «Пастух со стадом» (№ 1093), «Скот на пастбище» (№ 1094) и «Пейзаж с коровами» (№ 1095).

## Галерея

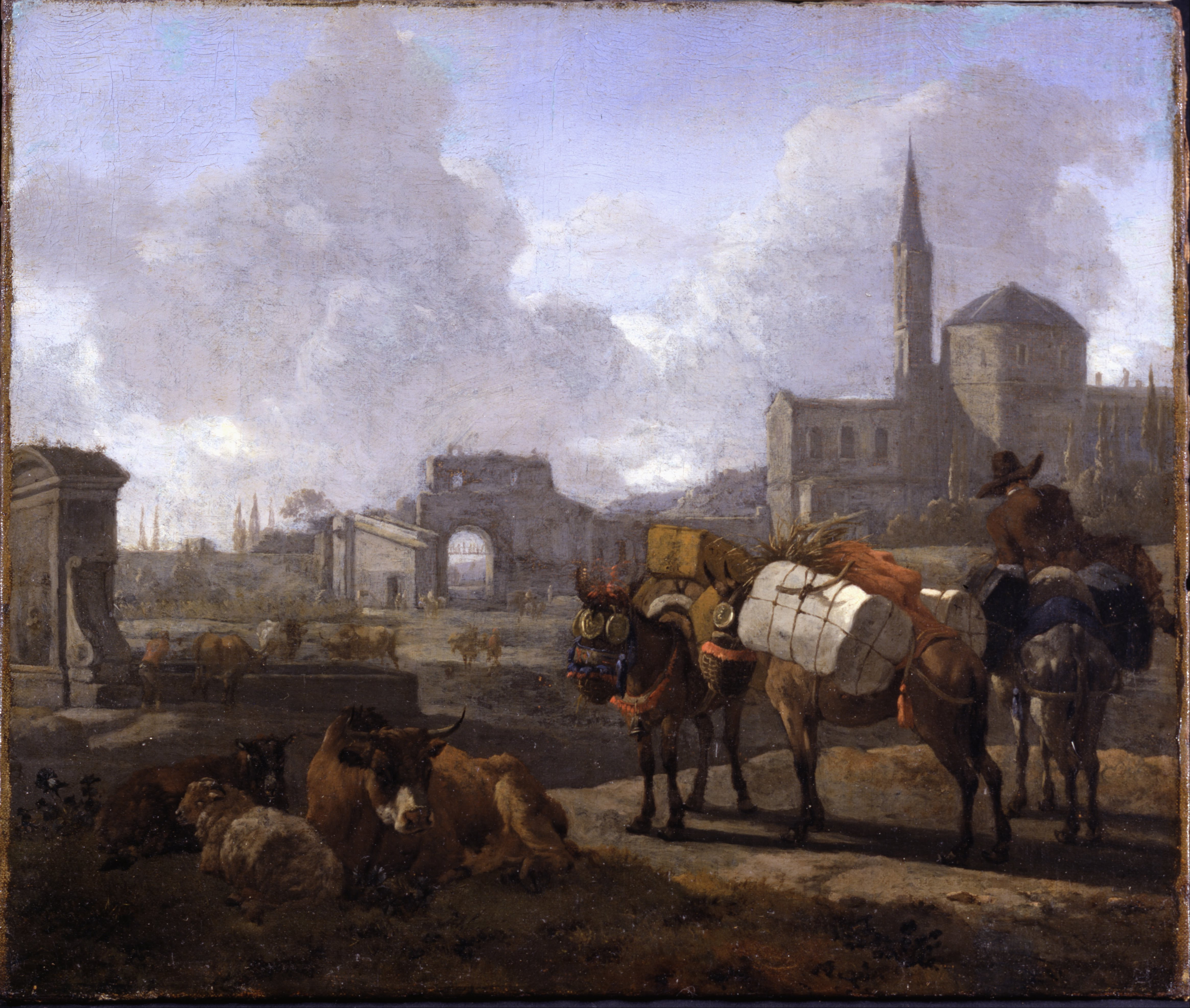
Классический пейзаж. Холст, масло. Далиджская картинная галерея, Лондон
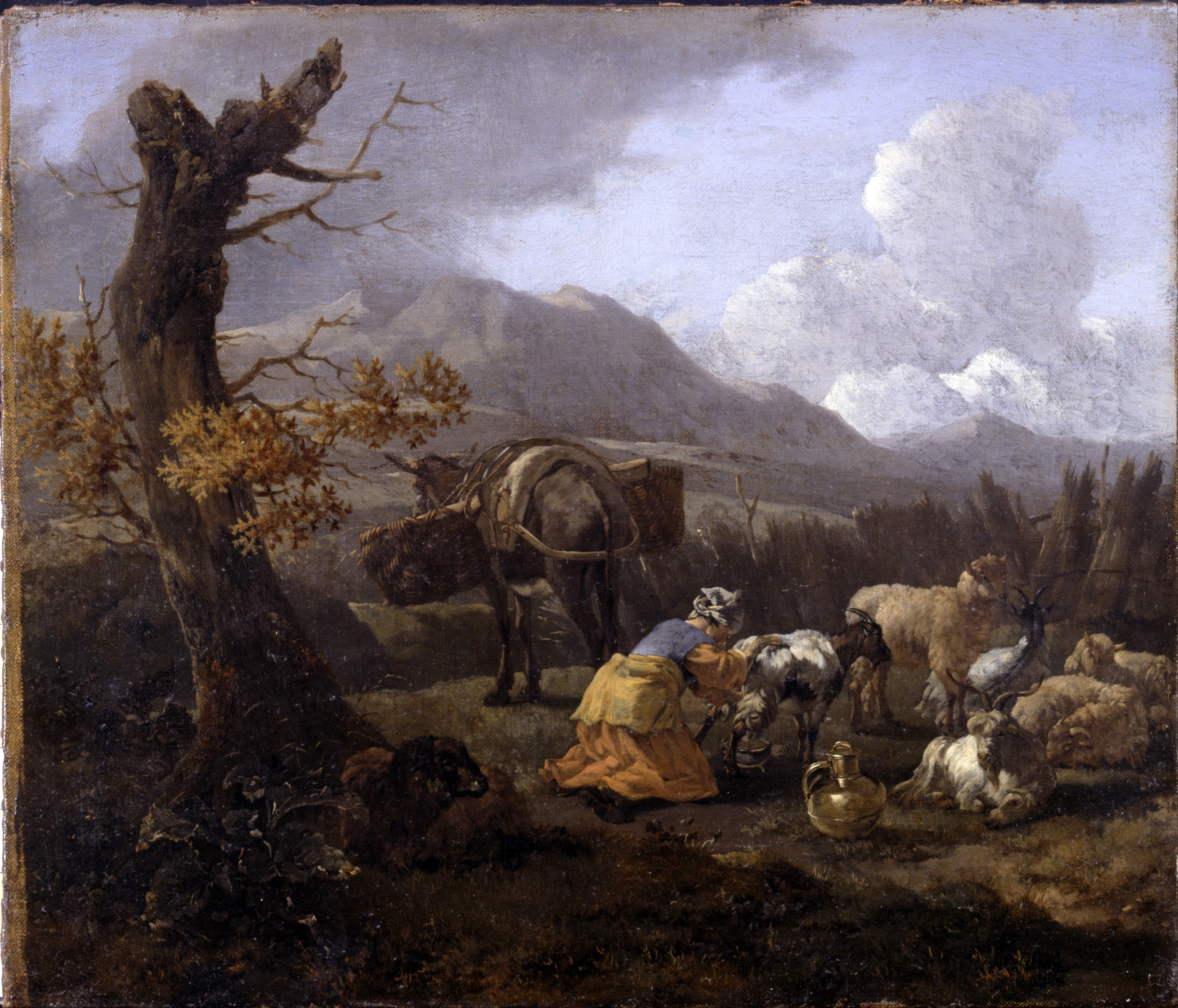
Пейзаж. Ок. 1649. Холст, масло. Далиджская картинная галерея, Лондон
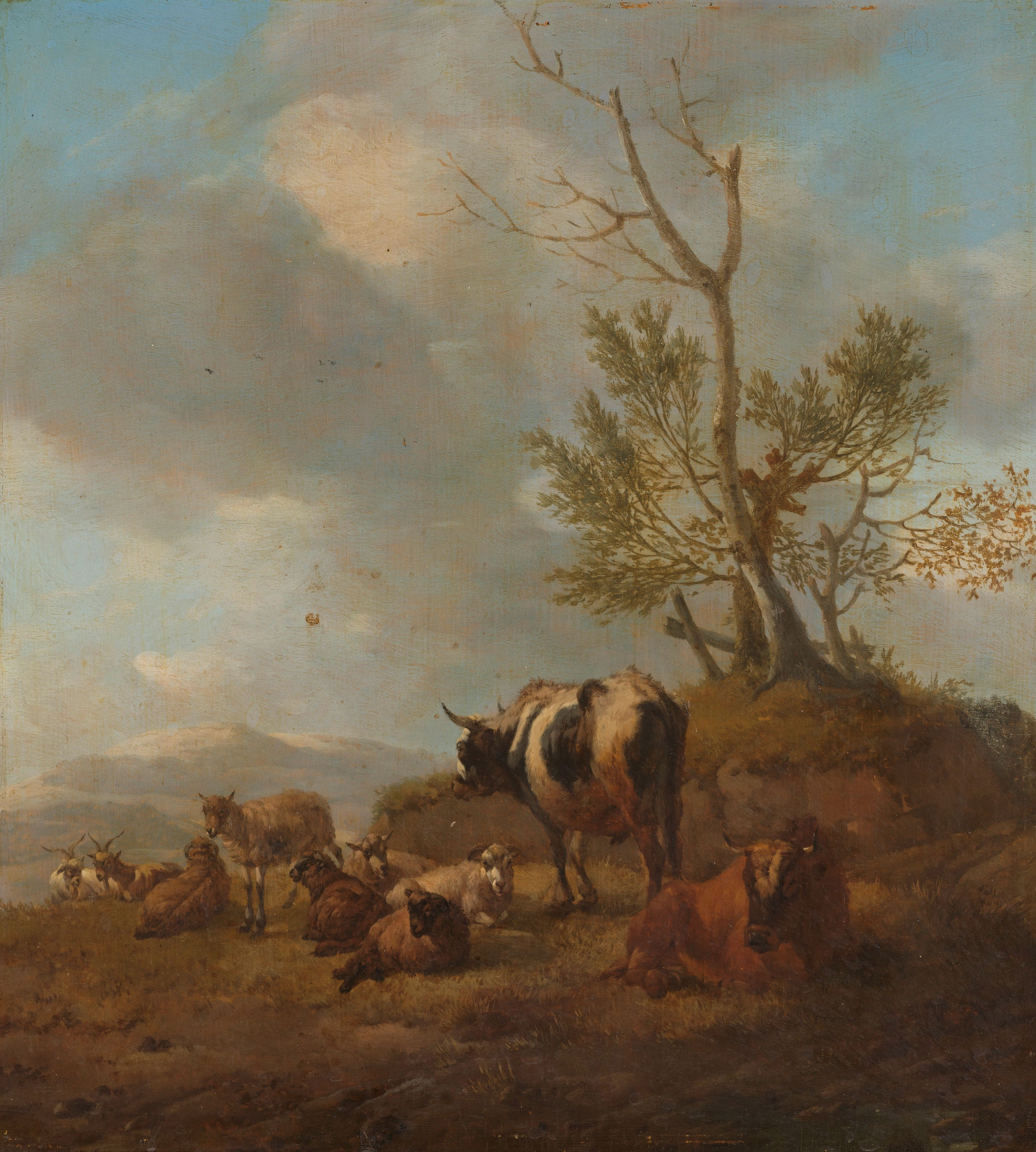
Пейзаж с коровой. Между 1650 и 1694. Дерево, масло. Рейксмюсеум, Амстердам
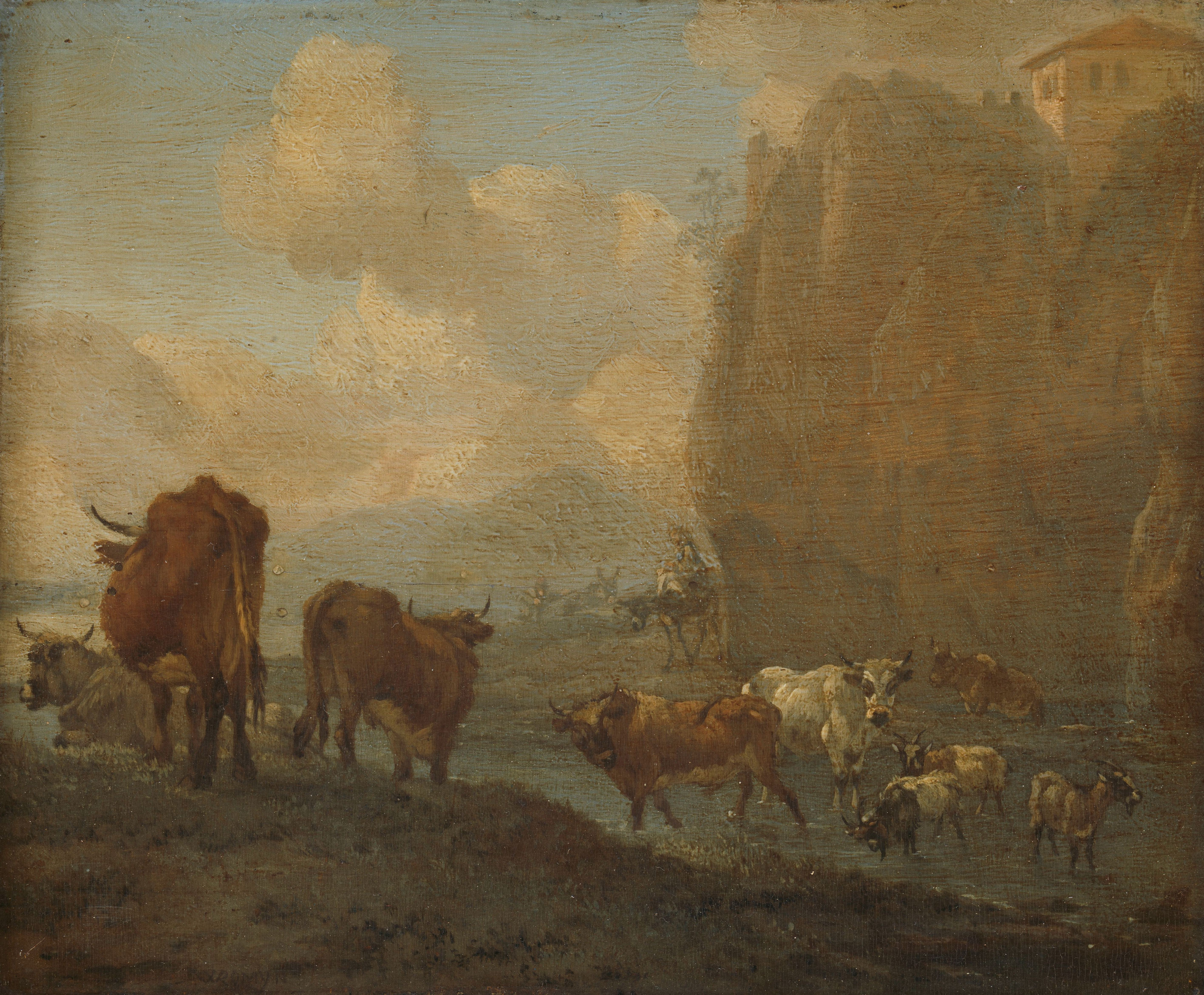
Стадо у реки. Между 1650 и 1694. Дерево, масло. Рейксмюсеум, Амстердам
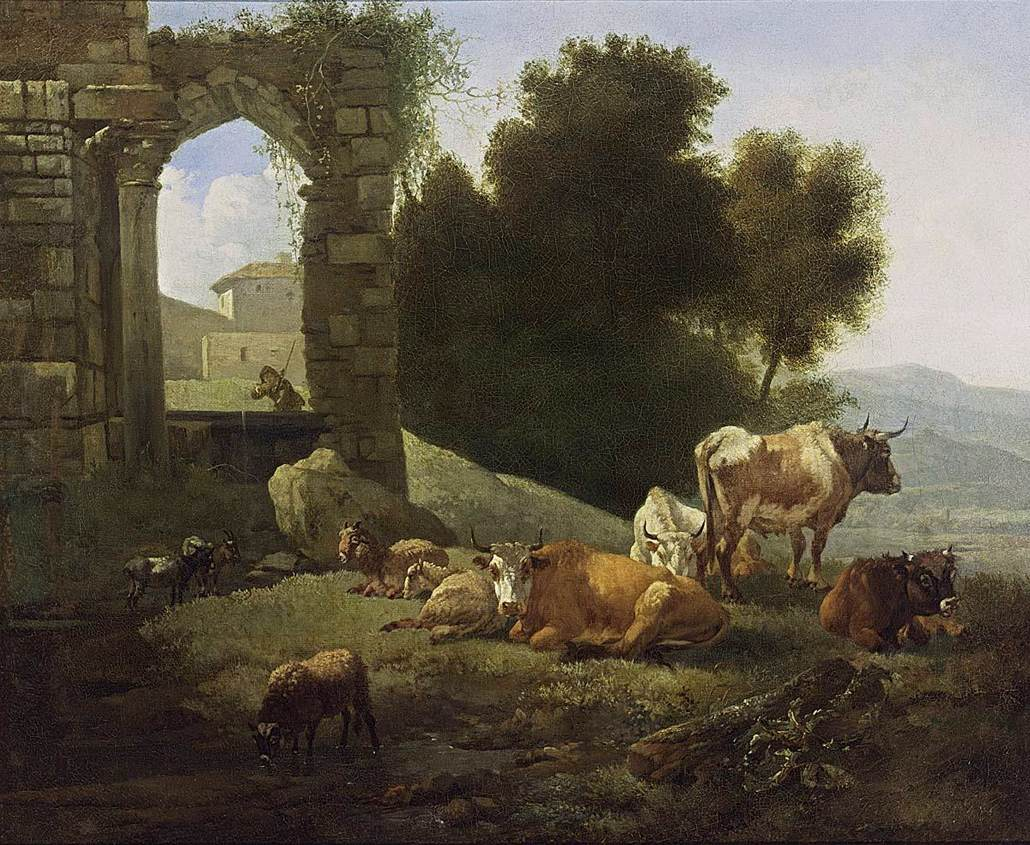
Итальянский пейзаж. Холст, масло. Частное собрание
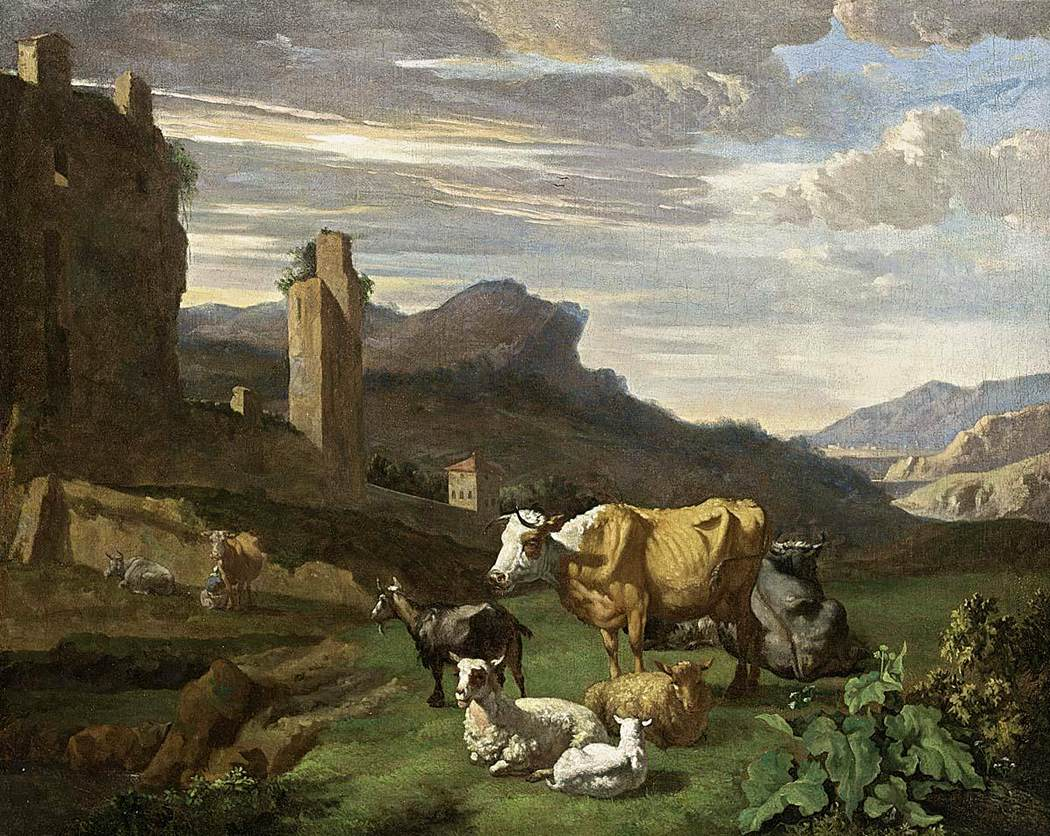
Итальянский пейзаж. Холст, масло. Частное собрание